# Ernst Eberhard Friedrich von Seyffer

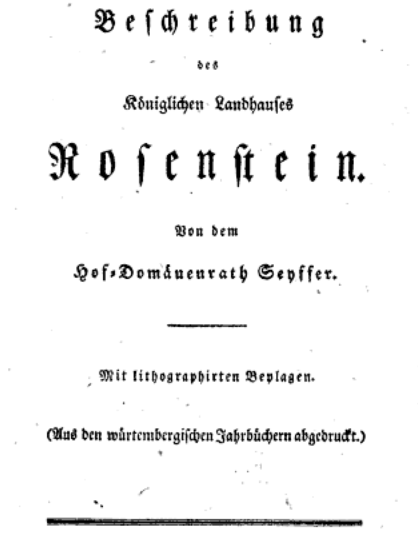
Beschreibung des Königlichen Landhauses Rosenstein

Ernst Eberhard Friedrich Seyffer, ab 1829 von Seyffer, (* 15. November 1781 in Lauffen am Neckar; † 19. Juli 1856 in Stuttgart) war Leiter der königlich württembergischen Bau- und Gartendirektion.

## Leben
Ernst Eberhard Seyffer wurde als Sohn des damaligen Oberamtmanns von Lauffen Johann Friedrich Seyffer und dessen Ehefrau Johanne Auguste, geb. Faber, geboren. Er wuchs mit zwei Brüdern – dem späteren Oberamtsarzt von Heilbronn und dem späteren Kupferstecher und Maler August Seyffer – und zwei Schwestern auf, besuchte in Lauffen und in Cannstatt, wo sein Vater später als Oberamtmann und Hofrat lebte, die Schule und wurde 1797 Hospes im niederen Seminar in Bebenhausen. Das eigentlich geplante Studium der Theologie gab er jedoch bald auf und wandte sich stattdessen der Kameralwissenschaft, der Landwirtschaft und dem Bergwesen zu. Ab 1799 studierte er an der Universität Tübingen. 1801 wechselte er nach Göttingen, wo er unter anderem zwei Jahre lang als Assistent an der Sternwarte arbeitete. Eine erste Publikation, die der Sonnenfinsternis vom Februar 1804 gewidmet war, erschien in den Göttinger gelehrten Anzeigen.
In preußischen Diensten war er nach dem Abschluss seines Studiums an der Vermessung des Eichsfeldes beteiligt; eine vollständige Übernahme in den preußischen Dienst lehnte er jedoch ebenso ab wie das Angebot, als Mineraloge an Krusensterns Expedition teilzunehmen. Diesen Verzicht auf die Teilnahme an der ersten russischen Weltumsegelung sollte er sein Leben lang bedauern, doch konnte er sich zu der überstürzten Entscheidung, die dafür notwendig gewesen wäre, nicht entschließen. Er wurde Mitglied der mineralogischen Societät in Jena, wo er die Bekanntschaft Schillers machte. Nach einer weitgehend zu Fuß durchgeführten Studienreise, die ihn unter anderem bis nach Dalmatien führte, folgte Seyffer seinem Onkel, bei dem er in Göttingen gewohnt hatte, nach München. Auch hier wurde ihm eine dauerhafte Stelle angeboten, die er aber ausschlug, um stattdessen nach Württemberg zurückzukehren und im Auftrag des Kirchenrates dessen Besitztümer genau zu erfassen und Verbesserungsvorschläge zu machen. Diese Arbeiten wurden jedoch schon bald obsolet, da diese Institution aufgelöst wurde. 1806 wurde er Assessor im Bergrat, womit eine staatsdienstliche Laufbahn begann. 1813 ernannte ihn König Friedrich zum Hof- und Domänenrat bei der Hofkammer, dem Baudepartement und der Gartendirektion. Für Friedrich verfasste er unter anderem eine wissenschaftliche Beschreibung des Menageriebestandes in Stuttgart. 

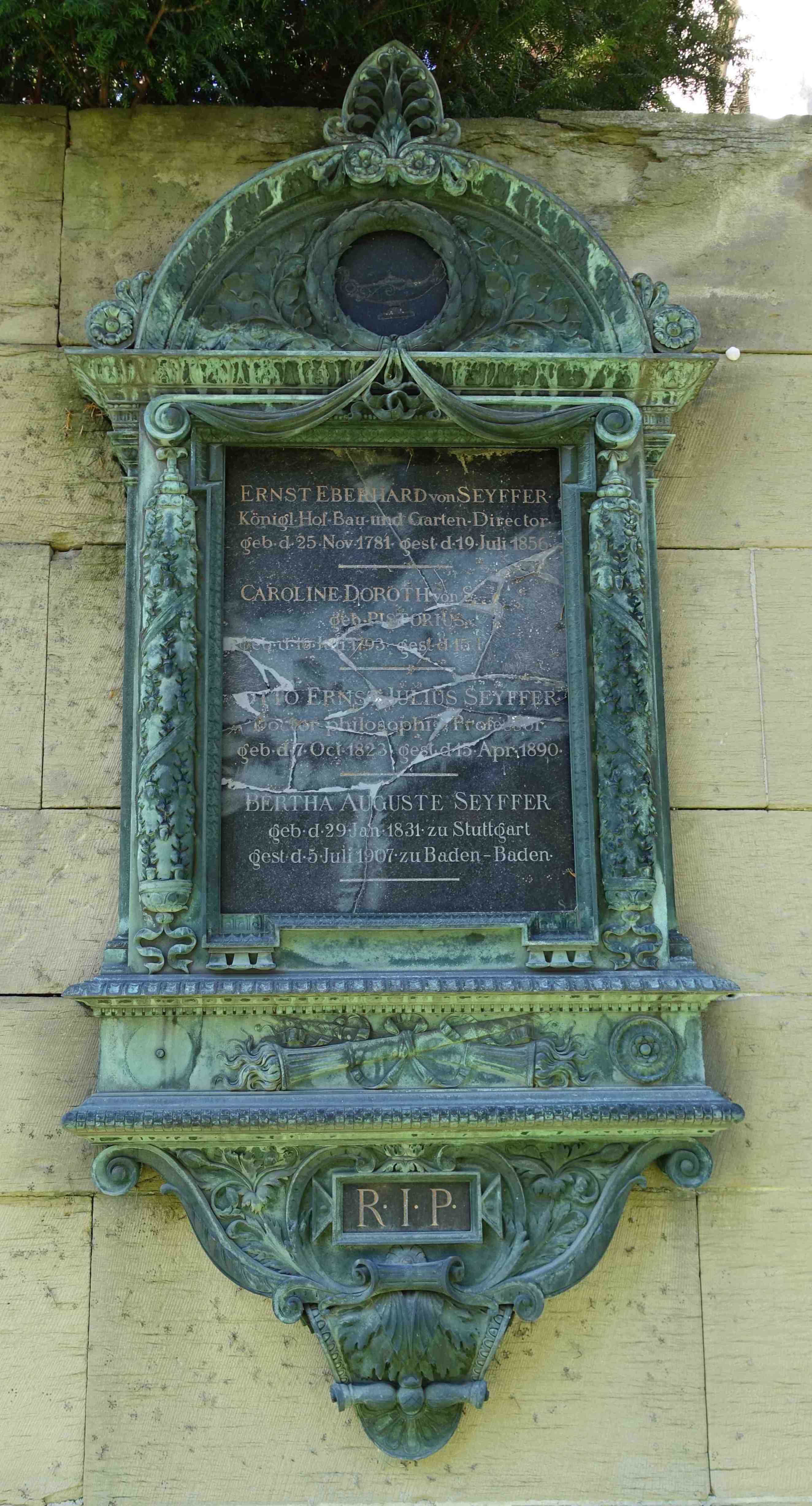
Wandepitaph der Familie Seyffer auf dem Pragfriedhof Stuttgart, Abteilung 5.

Nachdem König Wilhelm an die Macht gekommen war, wurde Seyffer Leiter der Bau- und Gartendirektion. Diese Stelle hatte er 40 Jahre lang, bis sieben Wochen vor seinem Tod, inne. In dieser Zeit legte er den Unteren Schlossgarten an und gründete die exotische Baumschule in Hohenheim, kümmerte sich um die Errichtung der Grabkapelle auf dem Rotenberg, das Landhaus und den Park Rosenstein, das Orangeriegebäude, das Reithaus, den Wilhelmspalast und andere Bauten in Stuttgart und nicht zuletzt um die Anlage der Wilhelma. Ferner gehörte er zu den Gründern des landwirtschaftlichen Vereins und der Akademie in Hohenheim, war Schulrat der polytechnischen Hochschule und Mitglied des Vereins für Vaterlandskunde und wurde 1829 mit dem Ritterkreuz des Ordens der württembergischen Krone und 1853 mit dessen Kommenturkreuz ausgezeichnet. Am 50. Jahrestag seines Dienstantrittes folgte noch die Auszeichnung mit dem Kommenturkreuz erster Klasse des Friedrichsordens. 
Seyffer starb an einem Krebsleiden. Er hinterließ seine Witwe Caroline Dorothee, geb. Pistorius. Aus der am 9. November 1813 geschlossenen Ehe waren acht Kinder hervorgegangen, von denen nur drei den Vater überlebten.
Viele seiner wissenschaftlichen und ästhetischen Veröffentlichungen erschienen in den Württembergischen Jahrbüchern oder in den Württembergischen naturwissenschaftlichen Jahresheften.